# Павуляк Ярослав Іванович
Яросла́в Іва́нович Павуля́к (30 квітня 1948, с. Настасів Тернопільського району Тернопільської області — 25 листопада 2010) .Ярослав Павуляк — український поет-шістдесятник, член Національної спілки письменників України та Словаччини, народився 30 квітня 1948 року у селищі Настасів Тернопільського району Тернопільської області. Майбутній поет закінчив  середню школу у Настасові, після  чого продовжив навчання у Львівському училищі  прикладного мистецтва імені Івана Труша. Після його закінчення у 1971 році Ярослав працював у Львівській картинній галереї та науково-реставраційних майстернях. Також поет навчався на філологічному факультеті у Чернівецькому університеті, але не закінчив тут своє навчання через вигнання по причині пропаганди націоналізму. Причиною цього стало його зачитування серед студентів «щоденника» Василя Симоненка. У 1972 році Ярослав поступив у Кам'янець-Подільський педагогічний інститут на філологічний факультет, звідки теж був відрахований по причині «буржуазного націоналізму» [14, с. 7].
Ярослав палко захоплювався постаттю Тараса Шевченка. Любов до українського Кобзаря у нього зародилась від батька, який на час дитинства хлопця був бібліотекарем «Просвіти». На час навали московських більшовиків він заховав частину українську книг у своєму будинку. Саме батько давав читати Ярославу заборонений на той час «Кобзар». Батько Ярослава, через свій патріотизм відбув 10 років у Сибіру.
Павуляк глибоко пізнавав творчість Шевченка, саме його поезії надихали хлопця до поетичної творчості. Дослідники життя Ярослава згадують момент з його шкільних років, коли на уроці російської літератури у 9-му класі вчителька сказала, що якби не було Герцена, Чернишевського і Добролюбова, то не було б і Тараса Шевченка, то хлопець різко висловив свій протест: «Та як ви смієте так принижувати святе ім'я Тараса Шевченка? Та він на три голови вищий від ваших Герценів!» [15, с. 8].
Ще з дитинства хлопець виявляв зацікавлення щодо історії України, він збирав інформацію про воїнів УПА, збирав український фольклор. Ярослав Павуляк любив читати книгу Івана Дзюби «Інтернаціоналізм чи русифікація» [5, с. 5].
Ярослав Павуляк був об'єктом переслідування КДБ через встановлення у рідному селі пам'ятника Тарасу Шевченку у 1969 році. Перш ніж його поставити, хлопець хотів отримати дозвіл від місцевої влади, але вона дала відмову. Після цього Ярослав із друзями вночі встановили бюст Шевченка та біля погруддя вимурували стіну на якій зобразили жінку з дитиною на руках — символ матері-України — й написали слова Т. Шевченка: «…І на оновленій землі  Врага не буде, супостата, А буде син, і буде мати, І будуть люде на землі…». Зразу ж, на наступний день після встановлення пам'ятника, до Павуляка в дім приїхали кадебісти та здійснили обшук у його речах та влаштували допит. Але їм не вдалося заарештувати Ярослава, адже місцева влада підтвердила, що напередодні він звертався за дозволом на встановлення. Про цю подію було повідомлено в ефірі радіо «Свобода». Після цього кадебісти не давали спокою Павуляку, періодично вони продовжували допити, пробували підкупити обіцянками про хорошу роботу, але їм не вдалось, і вони надалі пильно продовжували слідкувати за ним [1, с. 133].
У 1973 році він був змушений виїхати у Москву, де приступив на навчання до Літературного інституту імені Горького. Навіть у Москві він продовжував пропагувати українську думку. КДБ прагнуло і тут не дати Ярославу довчитись, вони весь час шукали підстав для його відрахування. Коли Павуляк дізнався про це сказав, що підпалить себе на Красній Площі, та оголосить пред тим через що він так вчиняє [6, с. 6].
У 1978 році після його закінчення  виїхав у Братиславу, де з 1979 року працював у Словацькому літературному агентстві. Саме там він одружився, але його подружнє життя тривало не довго, адже у сім'ї були різні погляди на життя, як казав Ярослав, через те, що вони були різних національностей. У Словаччині Павуляк займався перекладом словацьких та чеських творів, написанням власних віршів. Згодом Ярослав одружився з українкою, колишньою жителькою Львова, але продовжував жити на чужині. У Братиславі Я. Павуляк  став членом Спілки українських  письменників Словаччини [24, с. 8].
З 1991 року, коли проголосили незалежність України, Павуляк повернувся в Україну та працював завідувачем Тернопільського історико-меморіального музею політичних в'язнів. Саме тут він працював до самої смерті, до 25 листопада 2010 року.
Під час роботи у музеї Ярослав Павуляк зробив значний внесок у виховання національної  свідомості. В той же час він продовжував свою поетичну творчість. У 1993  році побачила світ його перша  збірка поезій «Блудний лебідь», друга — «Могила на конях» —  вийшла 1999-го, а «Дорога додому» — 2009-го року. У 1999 році Павуляк став членом Національної  спілки письменників України [17, с. 3].

## Творчість
Найефективнішим засобом пізнання світу у поетичній творчості Я, Павуляка стали образи-символи. Його поезії характерна оригінальність. Відсутність мовних штампів. Своїми творами він прагнув показати свободу будь-якої людини, те, що вона не має боятись умовностей та натиску від інших: «В роті людини
вулкан зашнурований.
Дбайливо спрасовані крила
виснуть у шафі
на цвяшку
Стебла мовчання
Від підлоги до піднебіння». [19, с. 9]
        Часто у своїх поезіях поет звертається до теми української влади та долі України: «Але політика божевільна.
Їй інколи хочеться поласувати
Людьми
І кров'ю / Запити …»[20, с. 10]
«Ми так привикли до корита,
Ми так вилизуємо дно,
Що проковтнули б з апетитом
Яке завгодно знамено».  [20, с. 10]  
        У його поетичному доробку присутній вірш «Словакові про Україну», він є дещо саркастичним, адже у ньому автор змальовує справжнє життя українців у час радянського комунізму. У той час влада говорила, що таке життя для людей є раєм, а насправді люди поневіряються та бідують:
«В нас дрімає біда на Прокрустовім ложі,
соловʼї погубили своїх соловʼят,
немовля у відерці гойдатися може
і не годен на пальцях злічити всіх свят.
Ой у нас під хатами коріння румʼяне
і криниця росте кілька років за ніч,
на деревах донині співають погани,
на дорогах лілеї глибокі до пліч.
Я тебе привезу туди — нелегально,
ми хильнули за всіх молодого вина…
В нас на цвинтарі річка тече собі файно,
отака, мій словаче, така дивина». [20, с. 8]
        У своїх поезіях Ярослав Павуляк часто звертається до України, він персоніфікує її та розмовляє з нею, як з особистістю.  Часто він говорить про те, що Україну зневажають та прагнуть лише поживитись її природними дарами, не зважаючи на українців:
«Бачу, земле, немов помиї,
Виливають на тебе глум,
Перелив я з краси твоєї
Дивні очі у тихий сум» [19,  c. 12]
        Часто у віршах поет засуджує байдужих українців, які не прагнуть кращого життя, не ідуть на протести, адже він не уявляв як можна підкоритись тим, хто хоче вбити українську націю та залишити лише покірних робітників без власної думки. У поезії «Ми не голодні анітрохи» автор описує тих людей, які через власну слабодухість коряться будь-яким обставинам:
«Ми так привикли до корита,
Ми так вилизуємо дно,
Що проковтнули б з апетитом
Яке завгодно знамено». [19,  c. 17]
        Людській байдужості та терпінню присвячений вірш «Ти смиренний», у якому автор звертається до людей, які змирились із прикростями життя: «Ти смиренний, ти вже смиренний
І смиренним буде твій скін,
Так ліниво і так буденно
Піднімаєшся з власних руїн» [20, с. 36]
        Також поет часто засуджує не лише байдужих людей, а й псевдопатріотів, яких вважав ще більш шкідливими для українців ніж комуністична влада. Він засуджував те, що вони не вміли чесно будувати українську незалежну державу, особливо його гнітило те, що вони використовували багатства України у особистих цілях, та те, що вони не прагнули боротись за українську незалежність до кінця:
Вас не тисяча, вас — мільйони
патріотів, хоч греблю гати,
але скільки вас, вітрогонів,
підібгало під себе хвости!
Доглядаєте шлунки ситі,
вихваляєтесь навперебій.
І не соромно вам на світі
набридати самому собі?
Хоч би слово для покаяння,
щоб не завжди драглисті думки,
у гнилому багні мовчання
позлипалися вам язики. [20, с. 22]
        Знаковим у творчості Ярослава Павуляка є вірш «Вже австрійські і польські, радянські були», у якому засвідчено «велику любов» поета до всіх імперій, які панували в Україні, а найбільше — до московської як найбільш антигуманної. Автор поезії називає останніх москалями (це, до речі, найбільш містка й усталена назва росіян, яка асоціюється із поневоленням інших націй) — завойовниками сусідніх (і не тільки) народів: «Вже австрійські і польські, радянські були,
мали царські багнети, сибірські стволи.
Розумію, що сущі і ви з немовлят,
а захланно пекли європейських дівчат.
Оглядається людство, стоїть на скалі –
чи повернуться знову оті москалі?
Або сліпати з вами чи жити без вас –
вже не годен нікого примусити час.
І не годен вже витримати на землі.
Москалі ви мої, — не мої москалі!» [20, с. 13]
        У цій поезії Ярослав Павуляк наголошує, що серед усіх, існуючих імперій, найбільшим садизмом і невіглаством проявила себе радянська, знущання якої з поневолених народів немає меж. Крім цього, поет демонструє не тільки свою боязнь за повернення її в Україну, а й за усіх бувших поневолених народів.
        У своїх поезіях Ярослав Павуляк часто використовує мотив дороги, який пов'язаний із його біографією, коли він з України вимушений був через переслідування влади покинути рідну землю та навчатись, а згодом і працювати у інших країнах. Цей  мотив виразно простежується у поезії «З чужини до отчого порога» із збірки «Білий лебідь»:
«З чужини до отчого порога
Голову обмотує дорога.
…Польова дорога поміж липи,
Від Дунаю — до гнучкої Стрипи…»[19, с. 5]
        Автор цією поезією показує увесь біль свого життя, коли він був змушений увесь час подорожувати замість того, аби жити та розвиватись у власній країні. Він благає долю, щоб дала йому хоч трішки перепочити від усіх поневірянь та зупинитись на своїй землі:
«Дай мені хоч трішки для спокути
Біля тебе у рові заснути» [ 19, с. 5].
        Ярослав Павуляк вважає, що кожна людина має мати свій шлях, який обраний йому долею, саме там їй траплятимуться усі перешкоди, з якими вона повинна справитись: «Зустрів на дорозі долину,
Зустрів, як людину свою…
Долину обняла дорога,
Обнявся Іуда з Хрестом» [20, с. 12]
        Автор, цікавиться не лише загальною проблемою української нації, а внутрішніми переживаннями конкретної особи.
        Поезії Я.Павуляка уквітчані художніми засобами: метафорами («мені в дитинстві з деревця крутого/ нетлінний тато вистругав дорогу», «зів'яла сорочка на грудях»); порівняннями («щоб, немов немовля, у печері/ не заснуло життя без вечері», «в музеях наших животів,/ немов капронові панчохи,/ лежать кишки усіх сортів»). Попри неологізми запозичені у П.Тичини: провину «щовечора дитинно/ буду гойдати як біду», у автора є прекрасні неологізмовані авторські епітети: «похоронна краса» (можна класифікувати і як оксюморон), «гниле мовчання», «безшелесно/ безшепітно/ товпляться дерева», «обвуглені вуста», «зірки моргасті»; цікавий неологізм — «розтринькали базарно». Все це свідчить про ґрунтовну філологічну підготовленість поета.
        Вірші Я.Павуляка мають своєрідний ритм, тому подекуди зустрічаємо рядки із яскраво увиразненими словами, що мають певне смислове навантаження: «шукаємо/ щось/ гуртом,/ поодинці,/ а нас/ матері/ виглядають/ із вирію/ кожною/ зморшкою/ на обличчі». Збірка вирізняється алітераційними віршами, зокрема анафорична алітерація буття: «бували/ біля/ берегів/ букети білі», що одразу провокує на риторичне запитання: нема чи є?.. Також анафорична алітерація сну: «село сувоєм сну сповите,/ спокою статуї стоять…».
        Цікава поетова формула образно-світоглядної антиномії місто/село простежується у диптисі «Крила коромисла». Де «двоє відер — село і місто/ на коромислі веселковім» несе ліричний герой дорогою життя, «щоб в селі напувати серце, а у місті захланний мозок». Тут маємо прекрасну антитезу пафосності міста дитинній первинності села: «о, місто, спалахи черлені,/ довкола села глядачами,/ ти, ніби клоун на арені,/ перед дитячими очами».
        Поет часто  звертається до народно-фольклорних мовні засоби: діалектизми, зменшено-пестливу лексику. Цікаві вірші-тавтограмми («Дорікать дощам даремно», «Село сувоєм сну сповите»), вірші-замовляння, де наявні елементи чаклунства («Булатна / біла булава / болить у тілі. / Бували / біля берегів / букети білі»), анімістичне вірування про переселення людської душі в рослинний світ: «Пам'ятаю те місце, / де каміння підстрибує вгору, / мов іскри, / де листя таке дитяче, / де сміється воно і плаче, / де до тіла / земля впритул — / там / зацвіту», сподівані моменти ірраціональної ніжності, що неможливо збагнути розумом («Ми не знали, що є прощання», «Був тихий день. Безвітре літо», «Одягни-но біле, біле», «Блукає потяг по Карпатах»).
        У його текстах присутнє звернення до совісті людини, прагнення розбудити приспану свідомість:
«Лежить обличчя на асфальті,
'Розпізнавайте ліпше — хто?'
'Ідуть повз нього тіні в пальтах'
'І мчать розхристані авто.'
'Лежить обличчя на дорозі,'
'Та й обминають його дні,'
'Колись отак голодні й босі'
'Валялись діти в бур'яні.'
'Щось хоче крикнути щосили,'
'Напнувся луком кожен м'яз,'
'Своє обличчя загубила'
'Котрась людина з-поміж нас.'
'Чому втекло воно, від кого?'
'Чому з очей так пнеться крик?'
'Я підійшов, а біля нього'
'Світився вирваний язик.» [20, с. 37]
        У своїх текстах автор часто описує життя села та міста. Село виступає у Ярослава Павуляка символом спокою: «Село сувоєм сну сповите,
Спокою статуї стоять,
Старому стовбурові стиха
Суглоби сухо скриготять» [20, с. 24]
        Багато лірики Ярослав Павуляк присвятив коханню. У поезії «Напекла йому перша дівчина» автор порушує проблему оманливого кохання, у ліричного героя було три дівчини, які прагнули його зацікавленості, але в результаті: «Перша дівчина обманула –
Назбирала роси на долоні.
Друга дівчина тихо зрадила –
Усміхалася, та повз нього.
Третя дівчина постелила
І у краплі води втопила» [19, с. 23]
        Часто поет персоніфікує природні явища, надає їм людських рис та якостей. У своїх віршах він розмовляє з ними, наприклад у поезії «Куди тобі, річко» ріка розповідає автору про те, що саме їй не догоджає, з чим їй тяжко жити:
«Болить мене дуже
Вода каламутна,
Вода каламутна
І ще правий берег.
Болять мене дуже
Риби попід пахви.
Пливуть собі гнізда,
Мандрівонька пахне.» [19, с. 20]
        Як пам'ять давнини у збірці «Білий лебідь» епізодично фігурує архетип коня, який символізує волю
«поплаваймо на балконах — колись плавали на конях»
«білі флейти дощу
на конях»
«все одно, хоч у лахмітті болю,
моя душа, мов квітка на коні».
Автор поетичних збірок:
- «Блудний лебідь» (1993),
- «Могили на конях» (1999),
- «Сон є сон» (2016)[джерело?].

### Видання творів
- Павуляк Я. «…Босий пастух несе корогву батога»: [Поезія] // Тернопіль. — 1996. — № 4-5. — С. 14-16.
- Павуляк Я. «З чужини до отчого порога голову обмотує дорога»: [Поезія] // Русалка Дністрова. — 1998. — № 7 (квіт.). — С. 5-6.
- Павуляк Я. Могили на конях // Тернопіль: Астон, 1999. — 64 с.
- Павуляк Я. Дороги додому // Тернопіль: Джура, 2009. — 156 с.
- Павуляк Я. Сон є сон // Київ: СООР Media, 2016. — 144 с.